# روبرت جيرمان (ملحن)
روبرت جيرمان (بالإنجليزية: Robert German)‏ هو ملحن وعازف قيثارة ومغن مؤلف أمريكي، ولد في 16 يونيو 1978.

## وصلات خارجية
- الموقع الرسمي